# 림프관
림프관(영어: lymphatic vessel)은 주로 피부나 점막하층의 성긴결합조직에서 액체와 물질을 혈관계로 수송하는 한쪽 방향이 막힌 투명한 관이다. 림프관은 모세혈관보다 투과성이 더 높아 항원과 세포를 포함한 거대분자를 모세혈관보다 더 쉽게 흡수한다. 림프관은 중간중간 림프절과 연결되어 있으며, 림프관의 액체는 가슴림프관(thoracic duct)을 거쳐 결국 혈관계로 흘러들어가게 된다. 동맥과 정맥이 서로 반대방향으로 흐르는 혈관과는 달리 림프관은 한쪽 방향이 막혀있어 조직에서 혈관 쪽 한 방향으로만 흐른다. 이러한 림프관의 연결망은 림프계를 이룬다.
림프를 조직에서 림프절 쪽으로 가져오는 혈관은 구심성 혈관으로 분류될 수 있다. 이 구심성 혈관은 피막하동으로 배출된다. 림프 기관에서 림프절로 림프를 가져오는 원심성 혈관으로 림프관을 우측 림프관 또는 신체에서 가장 큰 림프관인 흉관으로 가져온다. 이 혈관은 각각 오른쪽 및 왼쪽 쇄골하 정맥으로 배출된다. 림프구와 대식세포가 면역 지원 기능을 수행할 수 있도록 림프를 내보내는 원심성 혈관보다 림프를 가져오는 구심성 혈관이 훨씬 더 많다. 림프관에는 판막이 존재한다.

## 구조
림프계의 일반적인 구조는 혈관의 구조에 기반을 두고 있다. 내피라고 불리는 일종의 상피로 구성된 단일 편평 상피 세포의 내부 내벽이 있으며, 이 세포를 내피 세포라고 한다. 이 층은 체액을 기계적으로 운반하는 기능을 하고, 그 위에 있는 기저막은 불연속적이어서 쉽게 누출된다. 다음 층은 내피 주위에 원형 방식으로 배열된 평활근 층으로, 단축(수축) 또는 이완을 통해 내강의 직경(구경)이 변한다. 가장 바깥층은 섬유조직으로 구성된 외막이다. 여기에 설명된 일반적인 구조는 더 큰 림프관에서만 볼 수 있다. 더 작은 림프관에는 더 적은 층이 존재한다. 가장 작은 혈관(림프 또는 림프 모세관)에는 근육층과 외막이 모두 없다. 앞으로 나아가면서 다른 모세혈관들이 그 과정에서 합류하게 되면, 더 커지고 먼저 외막을 갖게 되고 그 다음에는 평활근을 갖게 된다. 림프 전도 시스템은 초기 림프관, 간질액에서 림프를 모으는 전림프관 또는 림프 모세관, 그리고 림프를 앞으로 추진하는 더 큰 림프관으로 구성됩니다. 심혈관계와 달리 림프계는 닫혀 있지 않고 중앙 펌프도 없다. 림프 운동은 인접한 골격근의 수축과 동맥 맥박 중 연동운동(평활근의 교대 수축과 이완으로 인한 림프의 추진), 판막, 압박으로 인해 낮은 압력에도 불구하고 생긴다.

### 림프 모세관

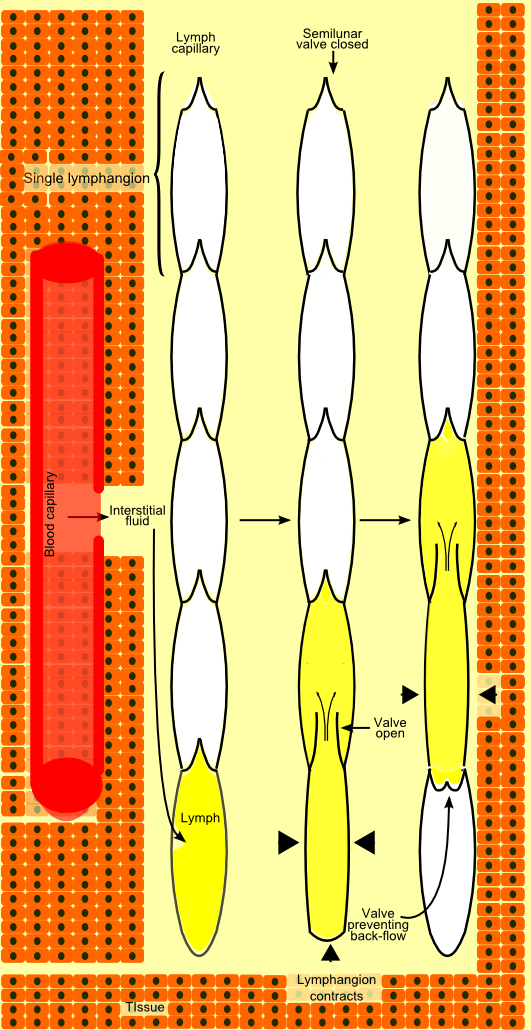
림프관을 통한 림프 추진

림프관 순환은 간질압이 충분히 높을 때 체액이 통과할 수 있도록 하는 버튼 모양의 접합부가 있는 내피 세포로 형성된 투과성이 높은 표면 림프 모세관(한 쪽 끝이 닫혀 있음)으로 시작된다. 이러한 단추 모양 접합은 혈소판 내피 세포 접착 분자-1 또는 PECAM-1과 같은 단백질 필라멘트로 구성된다. 여기에 위치한 밸브 시스템은 흡수된 림프가 다시 간질액으로 새어나가는 것을 방지한다. 이 판막 시스템에는 내피 세포를 분리하고 순환을 위해 림프가 모세혈관으로 흐르도록 함으로써 증가된 간질액 압력에 반응하는 림프 내피 세포에 부착된 콜라겐 섬유가 포함된다. 혈관 내강을 따라 림프의 역류를 방지하는 또 다른 반월판 시스템이 있다. 림프 모세혈관은 서로 많은 상호 연결(문합)을 갖고 있으며 매우 미세한 네트워크를 형성합니다.
움직임을 통한 혈관벽의 리듬 수축은 또한 가장 작은 림프관인 모세혈관으로 체액을 끌어들이는 데 도움이 될 수 있다. 조직액이 쌓이면 조직이 부어오르게 되는데 이걸 부종이라고 한다. 신체 시스템을 통한 순환 경로가 계속됨에 따라 체액은 우측 림프관(오른쪽 상체의 림프의 경우)과 흉관(신체의 나머지 부분)에서 정점에 도달하는 점점 더 큰 림프관으로 운반된다. 두 관 모두 오른쪽 및 왼쪽 쇄골하 정맥의 순환계로 배출된다. 이 체계는 림프절의 백혈구와 협력하여 암세포, 곰팡이, 바이러스 또는 박테리아로부터 신체를 보호한다. 이를 2차 순환계라고 한다.

### 림프관
림프 모세관은 더 큰 집합 림프관으로 흘러들어간다. 이들은 림프 운반을 돕기 위해 수축하는 평활근 벽과 림프가 역류하는 것을 방지하는 판막의 조합을 사용하여 림프를 운반하는 수축성 림프관이다. 수집 림프관은 길이를 따라 점점 더 많은 림프 모세혈관에서 림프를 축적함에 따라 림프절에 들어갈 때 더 커지고 결국 구심성 림프관이 된다. 림프는 림프절 조직을 통해 여과되어 원심성 림프관을 통해 빠져나간다. 원심성 림프관은 (오른쪽 또는 흉부) 림프관 중 하나로 직접 배수되거나, 수입성 림프관으로서 다른 림프절로 비워질 수 있다. 두 림프관 모두 쇄골하 정맥으로 림프를 비워 혈류로 되돌린다.
림프관은 반월판으로 분리된 부분인 림프관으로 알려진 기능적 단위로 구성된다. 이 부분은 길이와 반경의 비율에 따라 둘러싸는 평활근의 수축을 통해 림프의 흐름을 촉진하거나 저항한다.

## 같이 보기
- AIDS
- 임파선염
- 호지킨병
- 관절염
- 다발성경화증